# Thalbach (Ill)
Der Thalbach ist ein Fluss in Frankreich, der im Département Haut-Rhin in der Region Grand Est verläuft. Er ist ein rechter Zufluss der  Ill.

## Geographie

### Verlauf
Der Thalbach entspringt im Gemeindegebiet von Folgensbourg, entwässert generell in nordwestlicher Richtung durch die Landschaft Sundgau und mündet nach knapp 21 Kilometern im Gemeindegebiet von Altkirch in die Ill.

### Zuflüsse
- Erlenbaechle (rechts)
- Isbach (rechts), 2,5 km
- Hundsbach (links), 4,9 km
- Krummengraben (links)
- Wahlbach[3] (rechts), 8,8 km
- Krebsbaechle (links), 2,4 km

### Orte am Fluss
- Knœringue
- Jettingen
- Hausgauen
- Wittersdorf

## Hydrologie
An der Mündung des Thalbaches in die Ill beträgt die mittlere Abflussmenge (MQ) 0,54 m³/s; das Einzugsgebiet umfasst hier 78,4 km².

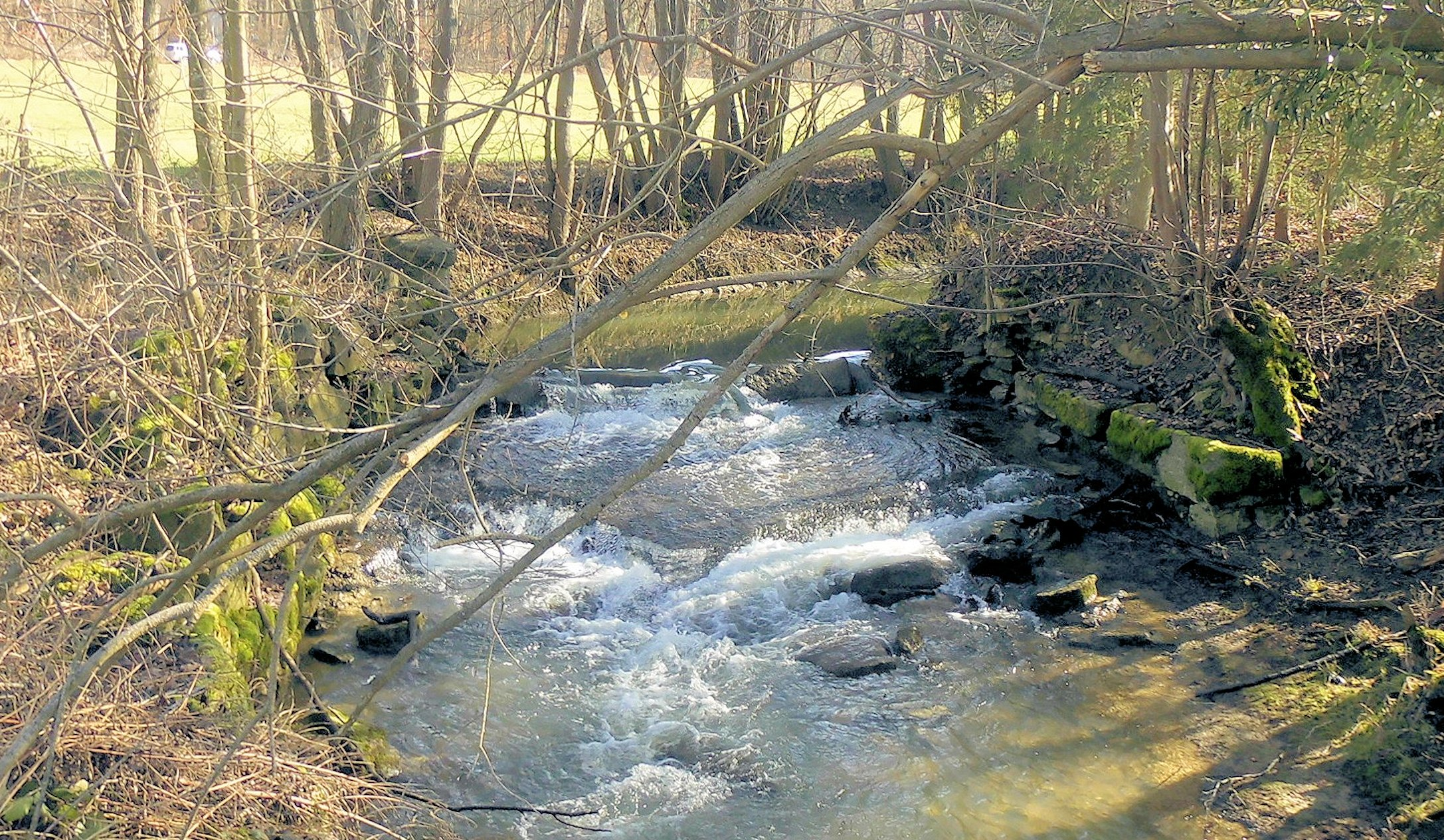
Thalbach bei Hausgauen

Am Pegel Wittersdorf wurde über einen Zeitraum von 31 Jahren (1980–2010) die durchschnittliche jährliche Abflussmenge des Thalbaches berechnet. Das Einzugsgebiet entspricht an dieser Stelle mit 70 km² etwa 89,3 % des vollständigen Einzugsgebietes des Flusses.
Die Abflussmenge schwankt im Lauf des Jahres recht stark. Die höchsten Wasserstände werden in den Monaten Dezember – Mai gemessen. Ihren Höchststand erreicht die Abflussmenge mit 0,96 m³/s im Dezember. Von Juni an geht die Schüttung stark zurück und erreicht ihren niedrigsten Stand im August mit 0,18 m³/s, um danach wieder von Monat zu Monat anzusteigen.
Der  monatliche mittlere Abfluss (MQ) des Thalbaches in m³/s, gemessen  an der hydrologischen Station Wittersdorf
Daten aus den Werten der Jahre 1980–2010 berechnet